# Hemerobius hyalinus
Hemerobius hyalinus är en insektsart som beskrevs av Nakahara 1966. Hemerobius hyalinus ingår i släktet Hemerobius och familjen florsländor. Inga underarter finns listade i Catalogue of Life.